# Mes courants électriques
Mes courants électriques är det andra studioalbumet från den franska sångerskan Alizée. Det släpptes den 18 mars 2003. En fransk, en internationell och en japansk version av albumet släpptes. Texten och musiken är skriven av Mylène Farmer respektive Laurent Boutonnat. Trots att albumet inte slog igenom lika bra som hennes förra album Gourmandises hade gjort, sålde det ändå 200 000 exemplar de första tre månaderna och har 2011 sålt över 1 000 000 exemplar över hela världen. Fler än 4 500 exemplar såldes i Korea. Till skillnad från Gourmandises där alla låtar är på franska så har det här albumet engelska versioner av fyra låtar. Dessa finns med på den internationella versionen som därmed har fyra spår fler än den franska versionen. Tre av de franska låtarna släpptes som singlar. Två av singlarna hade engelska versioner och dessa engelska versioner släpptes även dem som singlar. En musikvideo till låten "Amélie m'a dit" med klipp från konserter gjordes dessutom och användes som reklam för det kommande livealbumet Alizée En concert. I den japanska versionen av albumet har titeln på singeln "J'en ai marre!" ändrats till "Mon bain de mousse" både för den franska versionen samt den engelska versionen "I'm Fed Up!".

## Listplaceringar
| Lista (2003-2004) | Topplacering |
| ----------------- | ------------ |
| Belgien           | 9            |
| Frankrike         | 2            |
| Polen             | 41           |
| Schweiz           | 13           |
| Tyskland          | 26           |

## Låtlista
| 1. J'en ai marre! - 5:12 2. À contre-courant - 4:32 3. Toc de mac - 4:29 4. Amélie m'a dit - 3:51 5. C'est trop tard - 4:43 6. Tempête - 4:42 7. J'ai pas vingt ans - 4:23 8. Hey! Amigo! - 3:54 9. L'e-mail a des ailes - 4:10 10. Youpidou - 4:09 11. Cœur déjà pris 4:16 | 1. I'm Fed Up! (engelsk version av "J'en ai marre!") 2. À contre-courant 3. Toe de mac 4. Amélie (engelsk version av "Amélie m'a dit") 5. C'est trop tard 6. Tempête 7. I'm Not Twenty (engelsk version av "J'ai pas vingt ans") 8. Hey! Amigo! 9. L'e-mail a des ailes 10. Youpidoo (engelsk version av "Youpidou") 11. Coeur déjà pris 12. J'en ai marre! 13. Amelie m'a dit 14. J'ai pas vingt ans 15. Youpidou | 1. Mon bain de mousse ("J'en ai marre!" med annan titel) 2. À contre-courant 3. Toc de mac 4. Amélie 5. C'est trop tard 6. Tempête 7. I'm Not Twenty 8. Hey! Amigo! 9. L'e-mail a des ailes 10. Youpidoo 11. Cœur déjà pris 12. Mon bain de mousse (engelska versionen, "I'm Fed Up!" med annan titel) |